# Hiszpański Związek Sportów Zimowych
Hiszpański Związek Sportów Zimowych (hiszp. Real Federación Española de Deportes de Invierno) – hiszpańskie stowarzyszenie kultury fizycznej pełniące rolę hiszpańskiej federacji narodowej w biegach narciarskich, kombinacji norweskiej, narciarstwie alpejskim, narciarstwie dowolnym oraz (dawniej) skokach narciarskich.
Związek jest członkiem Międzynarodowej Federacji Narciarskiej (FIS). Do jego celów statutowych związku należy promowanie, organizowanie i rozwój narciarstwa w Hiszpanii m.in. poprzez szkolenia zawodników i instruktorów i organizację zawodów.